# Паја Јовановић
Павле Паја Јовановић (Вршац, 16. јун 1859 — Беч, 30. новембар 1957) био је српски сликар. Јовановићев сликарски опус је типичан део академског реализма.
Уз Уроша Предића и Ђорђа Крстића сматра се за најзначајнијег српског сликара реализма. Захваљујући изузетно богатом опусу са преко 1099 дела, а нарочито делима са темама из народног живота и историје, снажно је и широко утицао на ликовно образовање, културу, али и на родољубље народа. Уврштен је у 100 најзнаменитијих Срба.

## Живот и стваралаштво

### Детињство и школовање
Рођен је као син првенац Стевана Јовановића, угледног вршачког фотографа. Мајка Ернестина (рођена Деот - француског порекла) рано је умрла, а отац се убрзо поново оженио Маријом (рођеном Ди Понти), која је била добра и брижна мајка. Јовановић је имао још петоро браће и једну сестру, и провео је детињство у веселој и срећној многочланој породици. Његова браћа су била фотограф Милан Јовановић и сликар Светислав Јовановић.
Паја Јовановић је веома рано показао склоност према цртању и сликању. Његов отац Стева, врстан фотограф, имао је дара за сликарство (бављење фотографијом у то време захтевало је не само познавање фото-технике, већ и вешту руку за ретуш при изради слика).
Јовановић је у Вршцу могао да види дела својих сјајних претходника: Арсенија Арсе Теодоровића (1767—1826; његове изузетне иконе), Павела Ђурковића (1772—1830; иконостас у Саборној цркви), Јована Поповића (1810—1864) - са његовим сином је друговао и често се затицао у његовом атељеу, фасциниран сликаровим радом: копијама старих мајстора, студијама природе, делима са религиозним темама. Тако је Паја Јовановић и сâм почео да црта, најпре у тајности, копирајући црквене слике и проводећи сате у празној цркви коју је сматрао својим првим учитељем.
Међутим, у време када је црквена општина у Вршцу одлучила да наручи нова звона за Саборну цркву и када је било неопходно израдити цртеже светитеља (копије икона из вршачке цркве - по којима би у Бечу били изведени рељефи на звонима), сазнаје се за његов таленат. Тако је, већ у својој четрнаестој години, Јовановић добио прву поруџбину, а, захваљујући значајним похвалама, и својеврсну пропусницу за Беч и могућност да се упише на сликарску Академију.
Међутим, упис на бечку сликарску Академију није био једноставан. Како је био без завршене гимназије и неодговарајућег узраста, од њега се тражило да претходно заврши гимназију и да похађа школу цртања код професора Махолца. Професорова наклоност, али и Пајин упоран и предан рад учинили су да убрзо постане најбољи ученик у овој школи.
Априла 1877. године уписује се на Општи сликарски течај бечке Академије, а од октобра исте године постаје редован студент ове школе и то код веома цењеног сликара и доброг ликовног педагога Кристијана Грипенкерла (Christian Griepenkerl, 1839 — 1916).
Редовне студије сликарства завршио је за три године (21. јула 1880), али је наставио да се образује код истог професора, на специјалном течају за историјско сликарство.
Истовремено се усавршава и у мајсторској класи професора Леополда Карла Милера (Leopold Karl Müller, 1834 — 1892, у то време веома траженог и хваљеног сликара историјског и жанр сликарства, препознатљивог по сликама са оријенталним мотивима, нарочито из Египта), и убрзо постаје његов најбољи ученик.

### Студијска путовања и признања
Паја Јовановић је много путовао и на тим путовањима налазио значајну инспирацију за свој рад.
Још као студент бечке Академије готово сваки распуст је користио да путује по Балкану, нарочито по Црној Гори, Приморју, Албанији, Босни и Херцеговини, јужној и источној Србији. Тамо је радио скице и студије и трудио се да што непосредније осети атмосферу свакодневног живота и обичаја народа. До детаља је бележио пределе, ликове, ношње, накит, оружје.
Пун утисака, по повратку би сликао многобројне жанр слике: Рањени Црногорац, Мачевање, Гуслар, Кићење невесте, У заседи, Арбанас, Арнаут с чибуком, Издајица, Умир крви, Борба петлова.
Ове слике су га брзо прославиле у целом свету, а нарочито у Европи, која је у то време била веома заинтересована за збивања на Балкану.
Прво признање долази већ 1882. године, на студијама у Бечу, за слику „Рањени Црногорац“. Слика је била изложена на годишњој изложби Академије, и за њу је добио прву награду и царску стипендију.
Следеће године закључује десетогодишњи уговор са чувеним галеристом Валисом за галерију Френч у Лондону и крајем те 1883. године прелази тамо да живи и ради.
Његове слике су се веома добро продавале, што га је у потпуности ослободило финансијских брига и омогућило му да често одлази на дуга, далека и скупа путовања: по северној Африци (Мароко, Египат), у Грчку, Турску, Италију, Шпанију. Са својим пријатељем, руским сликаром Францом Рубоом (F. Roubaud) боравио је шест месеци на Кавказу.
Убрзо из Лондона прелази да живи и ради у Минхен, затим у Париз, и на крају се враћа у Беч.
Србија се поносила својим младим и славним уметником. Готово свака српска кућа је имала неку његову олеографију или другу репродукцију са темом из српске историје или из народног живота.
Изабран је 1884. године за дописног члана Српског ученог друштва. Четири године касније, 1888. изабран је и за редовног члана Српске краљевске академије. (Свечано проглашење је обављено тек 1893. када је тим поводом одржана и његова прва изложба слика у Београду, у просторијама Велике школе).
На Светској изложби у Риму 1911. године наступио је у павиљону Аустрије, без обзира што је неколико сликара из Аустро - Угарске, Срба и Хрвата, међу којима су били Урош Предић, Иван Мештровић, Марко Мурат, Томислав Кризман и други наступали у павиљону краљевине Србије.

### Историјске композиције
Од 1895. године почиње нова фаза у стваралаштву Паје Јовановића, у којој се он највећим делом посвећује изради историјских композиција (по многима најзначајнијих десет година његовог стварања).
Те 1895. Јовановић добија две значајне поруџбине за Миленијумску изложбу, која је требало да се одржи у Будимпешти 1896. године:
- од Саборског одбора у Сремским Карловцима на челу са патријархом Георгијем Бранковићем, да изради грандиозну историјску композицију Сеоба Срба под патријархом Арсенијем III Чарнојевићем,
- и од вршачког Муниципија, за слику Вршачки триптихон.[1]

Радо је прихватио позив и одмах почео са припремама, нарочито за слику „Сеоба Срба“. Отпутовао је у Сремске Карловце и састао се са патријархом Бранковићем. Црквени сабор му је као консултанта за историјске изворе доделио историчара архимандрита Илариона Руварца, са којим је путовао по фрушкогорским манастирима и прикупљао грађу. Користио је и све друге изворе до којих је могао да дође како би што верније и до детаља представио време и ликове на својој слици. На крају, после десет месеци преданог рада, уметник је био задовољан својим делом, али не и патријарх. Због његових примедби и неслагања политичког карактера, слика није изложена на Миленијумској изложби. На њу је послата само слика „Вршачки триптихон“: „Косидба“, „Берба“ и „Пијаца“, која је тумачена као израз добросуседства Срба, Мађара и Немаца.
Слика „Сеоба Срба“ је урађена у четири различите верзије.
После овога, Паја Јовановић је радио и на другим историјским композицијама:
Furor Teutonicus (Тевтонски бес) или „Битка у Теутобуршкој шуми“, за коју је добио најпре Рајхлову награду бечке Академије, а касније сребрну медаљу на Светској изложби у Сент Луису.
Слику „Женидба херцога Ферија IV с Јелисаветом Хабзбуршком“ је радио у поентилистичком маниру, пратећи тада актуелне ликовне токове, што се није свидело наручиоцу надвојводи Фердинанду Хабзбуршком. Слика је била одбијена и на крају се нашла у Дубровачкој галерији.
Таковски устанак ради по поруџбини краља Милана Обреновића. Ова слика, која се данас налази у Народном музеју у Београду, толико пута је репродукована, да је у свест народа урезана као аутентични приказ тог значајног историјског догађаја за српски народ.
Веома значајна историјска слика уследила је око 1900. као поруџбина владе Краљевине Србије за Светску изложбу у Паризу (1900). Било је то „Крунисање цара Душана у Скопљу за цара Срба, Грка и Бугара“. Изузетан труд и рад уметника био је награђен златном медаљом на изложби у Паризу 1900. године, као и дивљењем критике, колега сликара и публике.
Следи још једна слика са сличном темом: „Женидба цара Душана са Александром, сестром бугарског цара“, која је била изложена на Првој југословенској уметничкој изложби у Београду 1904. године.
У овом периоду Паја Јовановић се бавио и црквеним сликарством: израдио је иконостас Саборне цркве у Новом Саду и иконостас цркве у Долову, насликао је призоре из живота Светог Саве за Саборну цркву у Сремским Карловцима: Свети Сава мири браћу, Свети Сава крунише Првовенчаног, Спаљивање мошти Светог Саве. Такође је насликао композиције Христова беседа на Гори, Свети краљ Милутин, Манастир Сопоћани, Архиепископ Данило, Распеће.

### Портрети
Од 1905. године у стваралаштву Паје Јовановића преовлађује сликање портрета. Својом кичицом овековечио је владаре, политичаре, аристократе, банкаре, научнике, уметнике...
Још у време свог боравка у Америци, 1902. насликао је „портрет Михаила Пупина“, и његове ћерке (портрет госпођице Пупин).
Боравећи на црногорском двору, 1903, на позив краља Николе, насликао је један од својих најмилијих ликова, „портрет принцезе Милице“, затим портрете „престолонаследника Данила“ и „краља Николе“.
У Бечу је сликао старог цара „Фрању Јосифа“ и израдио чак девет његових портрета за разне аустријске установе.
Чини се, ипак, да је са нешто више жара сликао портрете уметника: „сликара Симингтона“, „вајара Ђоку Јовановића“.
Међутим, мотив коме је, без сваке сумње, посветио највише пажње, су „женски ликови“: Госпођа Мирка, Госпођа Штраус, Госпођа Шинк, Госпођа Хадсон, Баронеса Ерлангер, Играчица Бергел, Госпођа Кауфман, Госпођа Доблин, Софија Дунђерски, Теодора Дунђерски, и више портрета, најпре модела, а затим његове супруге Муни.
Сликање жена за Пају Јовановића је увек значило сликање лепоте. Он, једноставно, није желео да их види ружне и старе. Чак и када се радило о не тако лепим женама, увек се трудио да пронађе лепоту у њима. Многи ликовни критичари су му замерали због тога, и упућивали жестоке, па чак и заједљиве критике, али он је остао доследан себи и својој животној мудрости: „Вештина је наћи лепоту“.
Са отпочињањем Првог светског рата сели се у Женеву, где је живео од сликања портрета познатих и богатих људи.
У међувремену, одлучио је да се ожени младом Бечлијком, Хермином-Муни Даубер. Венчали су се 27. марта 1917. године у Будимпешти. Муни је била кћи настојника куће у којој је имао атеље у Бечу и његов дугогодишњи модел. Прелепа млада жена била је његово надахнуће и муза, коју је овековечио на многобројним портретима, а она му је била потпуно одана и посвећена до краја живота.
По окончању Првог светског рата, Паја Јовановић неко време борави у Београду, када слика портрете чланова владајуће куће Карађорђевића (краља Александра Карађорђевића, „краљицу Марију Карађорђевић“) и декорише капелу на Дедињу.
Током 1922 године борави у Букурешту, где ради портрете румунског краља Фердинанда и краљице Марије (мајке). Због успеха показаног портретисањем принцезе Марије, имао је посла током целе 1921. године у Букурешту, где овековечава на платну представнике тамошње елите. Убрзо се враћа у Беч где највише времена проводи у свом атељеу.

### Београд
Паја Јовановић је први пут дошао у Београд 1910. године, на позив краља Петра I. Утиске о свом првом сусрету са градом за који ће остати везан заувек описао је овим речима:
За мало досаде на граници - преглед царине и пасоша - богато си награђен када воз са грмљавином протутњи савски мост, а Београд у зраку јутарњег сунца, као златом обасут појави се прет тобом... Али, по свој природи Београд је јединствен између две силне реке, град је сазидан на стрмој стени а на истој висини са градом лежи варош сама, као големи змај. - Јест! са градом као главом и силним трупом на гребену.
И поред велике ангажованости и посла на свим странама света, ово је био град коме се увек враћао, на краће или дуже време. Осликао је новчаницу од 1000 динара из 1931. године.
Пред Други светски рат, 1939. године одлучио је да напусти Беч и пресели се у Београд. Ту је провео тешке године окупације и прве поратне године. Иако већ у дубокој старости и даље је сликао.
Неприлике са имовином у Бечу натерале су га да се тамо врати 1950. године. Паја Јовановић умро је 30. новембра 1957. године у Бечу. Као што је желео, урна са пепелом пренета је и положена да почива у Београду.
Његова последња слика била је Букет црвених ружа.

## Наслеђе
Сматра се за једног од најзначајних српских сликара у историји.
Јовановић се убраја међу 100 најзнаменитијих Срба.
Најближи му је по много чему сликар Урош Предић, иако су били такмаци на уметничком пољу. Обојица су били учени реалисти, са том разликом што је Јовановић неговао својствен „идеалистички” реализам.
Јовановић је 1950. започео је преписку са управом Музеја града Београда око своје ликовне оставштине и отварања Легата. Желео је да остави своме граду, како је говорио, „оно што би вредело чувати“ од његовог рада и алата: штафелаје, сликарски алат, почете слике и скице, мапе са цртежима и репродукцијама; како би се направио један атеље-соба мајстора, занимљива за гледаоце који би желели више да сазнају о њему, његовом раду и делу. Тако је 1970. године отворен Легат сликара Паје Јовановића у коме су изложене уметникове слике, личне ствари, скице, белешке, фотографије, документи, многобројна одликовања, медаље, дипломе, признања. Данас је то Музеј Паје Јовановића.
Петар Петровић је 2012. објавио књигу „Системски каталог дела Паје Јовановића“ у ком је обрађено 1099 дела, при чему се претпоставља да постоје и дела за која ће се тек сазнати.
Неколико радова Паје Јовановића, укључујући и платна великог формата, били су предмет више крађа током ХХ столећа.

## Добротвор
У Вршцу је имао више поседа, а кућу у Стеријиној улици поклонио је 1933. године Добротворној задрузи Српкиња, у којој је отворено обданиште.
Портрет мајке Ангелине и слику „Чуда светог Николе” поклонио је 1927. епархији банатској. Те слике су 1986. године украдене из цркве Светог Николаја у Вршцу и после две године пронађене у Италији.

## Награде
- Друга награда, за композицију „Рањени Црногорац“, завршна годишња изложба Одсека за историјско сликарство 1881.[12]
- Златна медаља на државној изложби у Бечу 1898. године за слику „Борба петлова”[13]
- Златна медаља на Светској изложби у Паризу 1900. за слику „Крунисање цара Душана”[13]
- Златна медаља на Међународној изложби Уметничког друштва Беча 1901. за слику „Женидба херцога Ферија” (или Женидба цара Душана)[13]
- Златна медаља на париском Салону 1902. године за слику „Furor Teutonicus”[13]
- Орден заслуга за народ, I реда, 1949.[14]

## Одабрана дела
- Предео у бури (1880)
- Рањени Црногорац (1882) уље на платну, 186 × 114 cm, Галерија Матице српске у Новом Саду
- Мачевање (око 1884) уље на платну, 60,5 × 40,5 cm, Народни музеј Србије
- Мачевање (око 1883) скица, оловка на хартији, 90,5 × 59 cm, Музеј града Београда[15]
- У заседи (1884—1886) уље на платну, 27,5 × 38 cm, Галерија Матице српске у Новом Саду
- Унутрашњост млина (1884—1885), уље на дасци
- Арбанас (1884—1886) уље на дасци, 18 × 24,3 cm, Галерија Матице српске у Новом Саду
- Арнаут са чибуком (1884—1886) уље на дасци, 36,5 × 43,5 cm, Народни музеј Србије
- Издајица (1886) уље на платну, 148 × 100 cm, Народни музеј Србије
- Кићење невесте (1886) уље на платну, 135 × 96,5 cm, Народни музеј Србије[16]
- Борба петлова (1920—1926) уље на платну, 95 × 63 cm, Галерија Матице српске у Новом Саду[17]
- Умир криви (1889) уље на платну, 137 × 95 cm, Галерија Матице српске у Новом Саду
- Фурор Теутоникус (1889) хелиогравура, 81,7 × 62 cm, Музеј града Београда[18]
- Акт пред огледалом / Гола Берта, крајем 19. века[19]
- Портрет племића с Орденом златног руна (1890—1990)
- Сеоба Срба (1896) уље на платну, 190 × 126 cm, Народни музеј у Панчеву[20]
- Сеоба Срба и Сеоба Срба I (1908; око 1895) хелиогравура; скица, оловка на хартији, 94,8 × 62,3 cm; 119 × 84 cm, Музеј града Београда[21]
- Таковски устанак (1898) уље на платну, 190 × 125,5 cm, Народни музеј Србије
- Манастир Сопоћани (око 1898) уље на платну, 71,2 × 51,8 cm, Народни музеј Србије
- Проглашење Душановог законика (око 1900) уље на платну 126 × 190 cm, Музеј града Београда[22]
- Парсифал (1900)
- Крунисање Цара Душана (после 1900) уље на платну, 238 × 157 cm, Народни музеј Србије
- Стефан Дечански (око 1900) уље на платну, 20 × 41 cm, Народни музеј Србије
- Раде неимар продаје модел манастира Манасије (око 1905) уље на платну, 53,3 × 36,5 cm, Народни музеј Србије
- Краљ Милутин (1906—1912) уље на платну, 131,5 × 201 cm, Саборна црква у Сремским Карловцима
- Архиепископ Данило (1906—1912) уље на платну, 121 × 200 cm, Саборна црква у Сремским Карловцима
- Портрет даме поред камина (1910—1920)
- Распеће (1919) уље на платну, 174 × 275 cm, Галерија Матице српске у Новом Саду
- Портрет сликара Симингтона (око 1895) уље на платну, 76,5 × 99 cm, Народни музеј Србије
- Портрет вајара Ђоке Јовановића (1906 — 1908) уље на дасци, 19,6 × 25 cm, Галерија Матице српске у Новом Саду
- Портрет Михаила Пупина (1903) уље на платну, 96 × 114 cm, Народни музеј Србије
- Портрет госпођице Пупун (1903) уље на платну, 80,5 × 103 cm, Народни музеј Србије
- Жена у ружичастој хаљини (1904) уље на платну, 62,3 × 117 cm, Народни музеј Србије
- Портрет др Шенка (1906) уље на платну, 55 × 73 cm, Галерија Матице српске у Новом Саду
- Портрет госпође Хадсон (1910) уље на платну, 89 × 150 cm, Народни музеј Србије
- Играчица Бергел (око 1913) уље на платну, 92,5 × 126,5 cm, Народни музеј Србије
- Гедеон Дунђерски (1916) уље на платну, 115 × 221 cm, Народни музеј Србије
- Софија Дунђерски (1916) уље на платну, 115 × 210,5 cm, Галерија Матице српске у Новом Саду
- Теодора Дунђерски (1916—1920) уље на платну, 170 × 144 cm, Галерија Матице српске у Новом Саду
- Портрет Круне Богдановић (1919) уље на платну, 115 × 210 cm, приватна колекција Милана Ст. Марковића
- Портрет Николе Пашића (1922—1926) уље на платну, 60,4 × 73 cm, Народни музеј Србије
- Портрет супруге Муни (1925) уље на платну, 73 × 99 cm, Галерија Матице српске у Новом Саду
- Акт на црвеном огртачу (1918—1920) уље на платну, 115 × 211 cm, Музеј града Београда[23]
- Аутопортрет (после 1930) уље на платну, 29 × 46 cm, Галерија Матице српске у Новом Саду
- Маршал Тито (1947) уље на платну, 100 × 150,5 cm, Народни музеј Србије
- Маршал Тито (1952) скица, оловка на хартији, 30,5 × 24 cm, Музеј града Београда[24]
- Парсифалов сан (1906) литографија и хелиографија, Музеј града Београда[25][26][27][28]
- Милош, Марко и вила (око 1906) уље на платну, 33,5 × 53 cm, Народни музеј Србије
- Дијана (1906—1908) уље на платну, 77 × 68 cm, Народни музеј Србије
- Купачица (1906—1908) уље на платну, 40,5 × 50,5 cm, Народни музеј Србије
- Портрет краљице Марије Карађорђевић (1929)
- Портрет младе жене у ружичастој хаљини (1930)
- Портрет Владе Илића (1940)
- Цвеће (1942) уље на дасци, 30 × 40,2 cm, Народни музеј Србије
- Цвеће (око 1950) уље на дасци, 30,5 × 40,5 cm, Музеј града Београда[29]
- Портрет краљице Марије Карађорђевић (1925—1930) уље на платну, 210 × 102 cm, Музеј града Београда[30]
- Цвеће (1943)
- Портрет Милутина Миланковића  (1943) уље на платну
- Портрет Милутина Миланковића (1945) оловка, папир, калк-скица, 29,8 × 36,7 cm, Музеј града Београда[31]
- Башибозуци пред капијом (1887—1888) уље на платну, 46 × 35 cm[32][33]
- Женидба Херцога Ферија IV Јелисаветом Хабзбуршком[34]
- Одмор башибозука[35][36]

## Галерија
- Час мачевања
- Сеоба Срба
- Крунисање цара Душана
- Борба петлова
- Битка у Теутобуршкој шуми
- Женидба цара Душана
- Издајица (варијанта), 1890—1900. Народни музеј, Београд
- Портрет краља Александра I у природној величини
- Краљ Александар Карађорђевић, уље на платну. Историјски музеј Србије
- Михајло Пупин, 1903. Народни музеј, Београд
- Варвара Пупин, 1903. Народни музеј, Београд
- Студија женског акта с леђа, око 1915. Народни музеј, Београд
- Портрет, 1904. Народни музеј Краљево
- Одмор башибозука
- Играчица с мачевина
- Играчица у Скадру

### Фељтони и чланци
- Само једно поподне, Вечерње новости, Д. Б. М., 23. јануар 2004.
- Класицима скаче цена, Вечерње новости, Саво Поповић, 27. март 2007.
- Велики на сваком платну, Вечерње новости, Саво Поповић, 20. октобар 2008.
- „Паја Јовановић - СЛИКАР ДВА ВЕКА“[мртва веза], Петар Петронић, Вечерње новости, фељтон, 20. јануар - 1. фебруар 2009.
- Први наступ на дар, Вечерње новости, Саво Поповић, 25. фебруар 2009.
- Раскошне слике Балкана, Вечерње новости, 11. јун 2009.
- И Србин и Европејац, Вечерње новости, Саво Поповић, 17. јун 2009.
- Део Беча у Београду, Вечерње новости, С. П., 21. јун 2009.
- Стогодишња мистерија слике „Битка у Теутобуршкој шуми“ Паје Јовановића („Политика“, 12. септембар 2009)
- Салонски авантуриста, Вечерње новости, С. Поповић, 14. октобар 2009.
- Јубилеј исправља неправду, Вечерње новости, Д. Матовић, 14. новембар 2009.
- Дела европског Србина, Вечерње новости, С. Поповић, 23. децембар 2009.
- Моћан потез мајстора, Вечерње новости, Саво Поповић, 7. јануар 2010.
- Жена неисцрпна муза, Вечерње новости, Ј. Лемајић, 15. април 2010.
- Европски сликар српске историје, Вечерње новости, Саво Поповић, 9. јул 2010.
- Галерија усред цркве, Вечерње новости, Јованка Симић, 13. новембар 2010.
- Све тајне Паје Јовановића, Вечерње новости, С. П., 28. новембар 2012.
- Каталог дела Паје Јовановића: Откривено лице тајанствене Мирке, Вечерње новости, 9. децембар 2012.
- Сликар Паја Јовановић на филмском платну, Вечерње новости, 21. децембар 2012.
- Дела Паје Јовановића одушевљавају Крушевљане, Вечерње новости, С. Бабовић, 23. јун 2013.
- Изложба слика Паја Јовановић – слике Балкана, РТВ, 17. фебруар 2015.
- Живе Пајине балканске слике, Вечерње новости, М. А. К., 19. фебруар 2015.
- Дела Паје Јовановића продата у Бечу за огромне суме: Једну слику некада је поседовао цар Франц Јосиф (Телеграф, 8. јун 2021)